# Porta Ognissanti

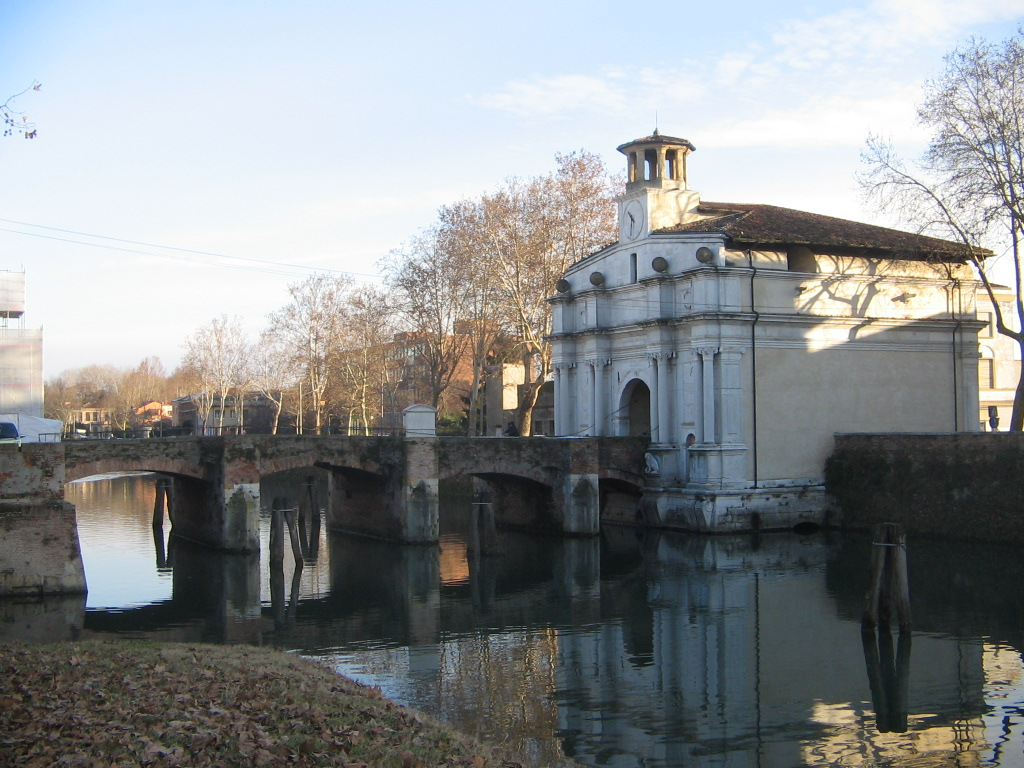
Le canal Piovego et la Porta Portello.

La Porta Ognissanti (Omnium Sanctorum en latin, également appelée Porta Portello Nuovo ou Porta Venezia) est l'une des portes encore existantes à l'intérieur des murs de Padoue au XVIe siècle, construits par la république de Venise.

## Histoire et description
La porte en question remonte à 1519, année où elle a remplacé la porte du Portello Vecchio, située dans l'actuelle Via San Massimo. Elle a des caractéristiques assez différentes par rapport aux autres portes de Padoue de la même période. Sur la façade qui surplombe la ville, elle est ornée de pierre blanche d'Istrie, de quatre paires de colonnes surmontées tour à tour d'une architrave agrémentée de quatre boulets de trachyte. À côté de la base du pont opposé sur le canal Piovego à trois arches, deux  lions  de pierre blanche montent la garde en permanence.
Dans l'ensemble, c'est un bâtiment qui cache très bien sa nature de garnison tactique. Aujourd'hui encore, certaines plaques commémorant les origines antiques de la ville sont encore lisibles, tout en louant sa  bonne gouvernance. Depuis 1535 une horloge se détache d'une sorte de « tourette » (vaguement semblable à celle du palais du Quirinal à Rome), en pierre de Nanto, constituant le sommet de l'ensemble de l'édifice.
Le Portello présentait le bas-relief d'un lion marcien, typique de ces portes. Détaché par des soldats français après la chute de Venise en 1797, il est jeté dans le canal adjacent. Récupéré, il est vendu aux enchères et racheté par la compagnie d'assurances Generali qui l'a entre-temps adopté comme symbole de l'entreprise. Il est maintenant intégré dans la façade du bâtiment Generali à Rome, en face du Palazzo Venezia.

## Galerie

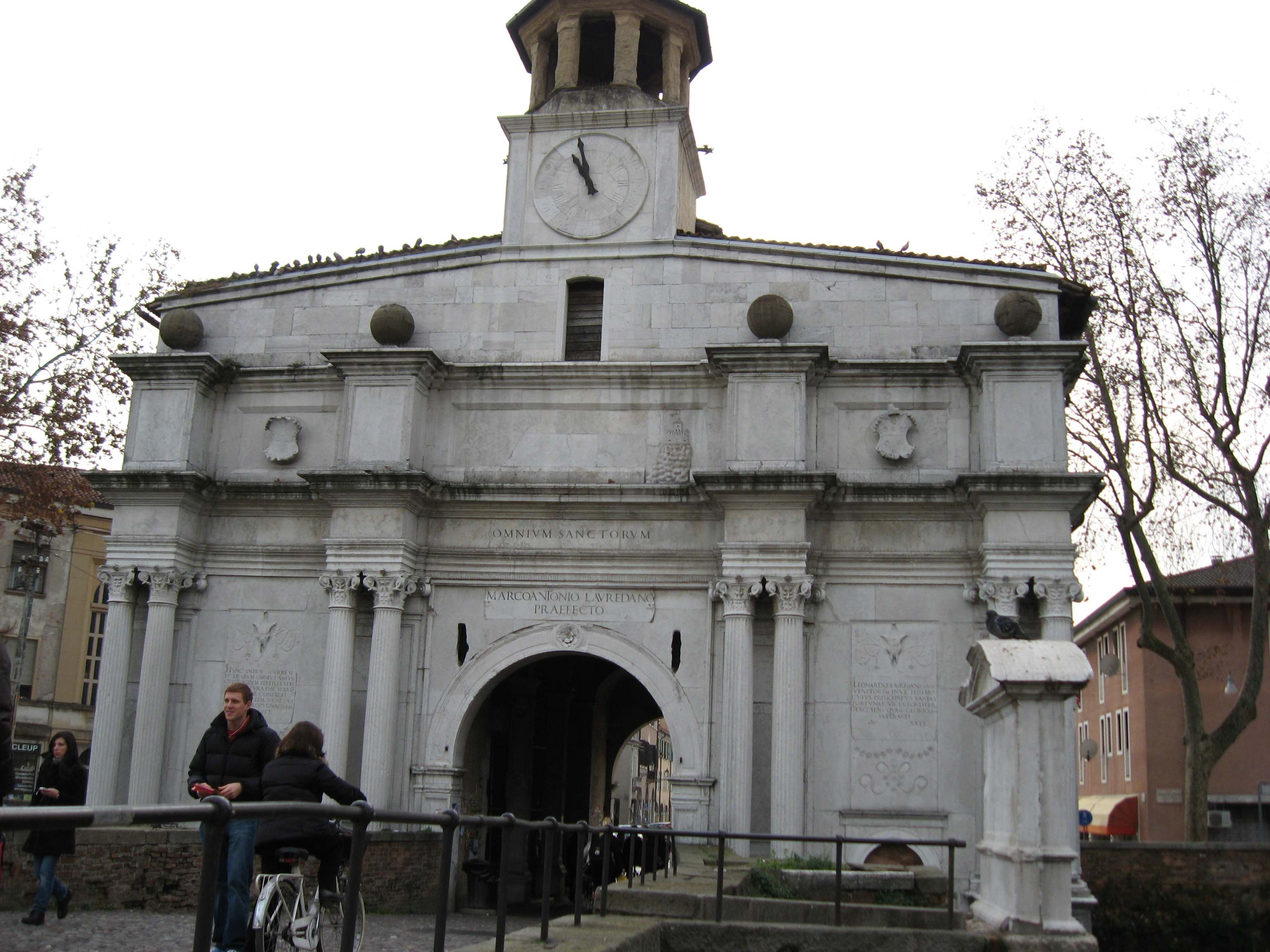
Vue du Nord.
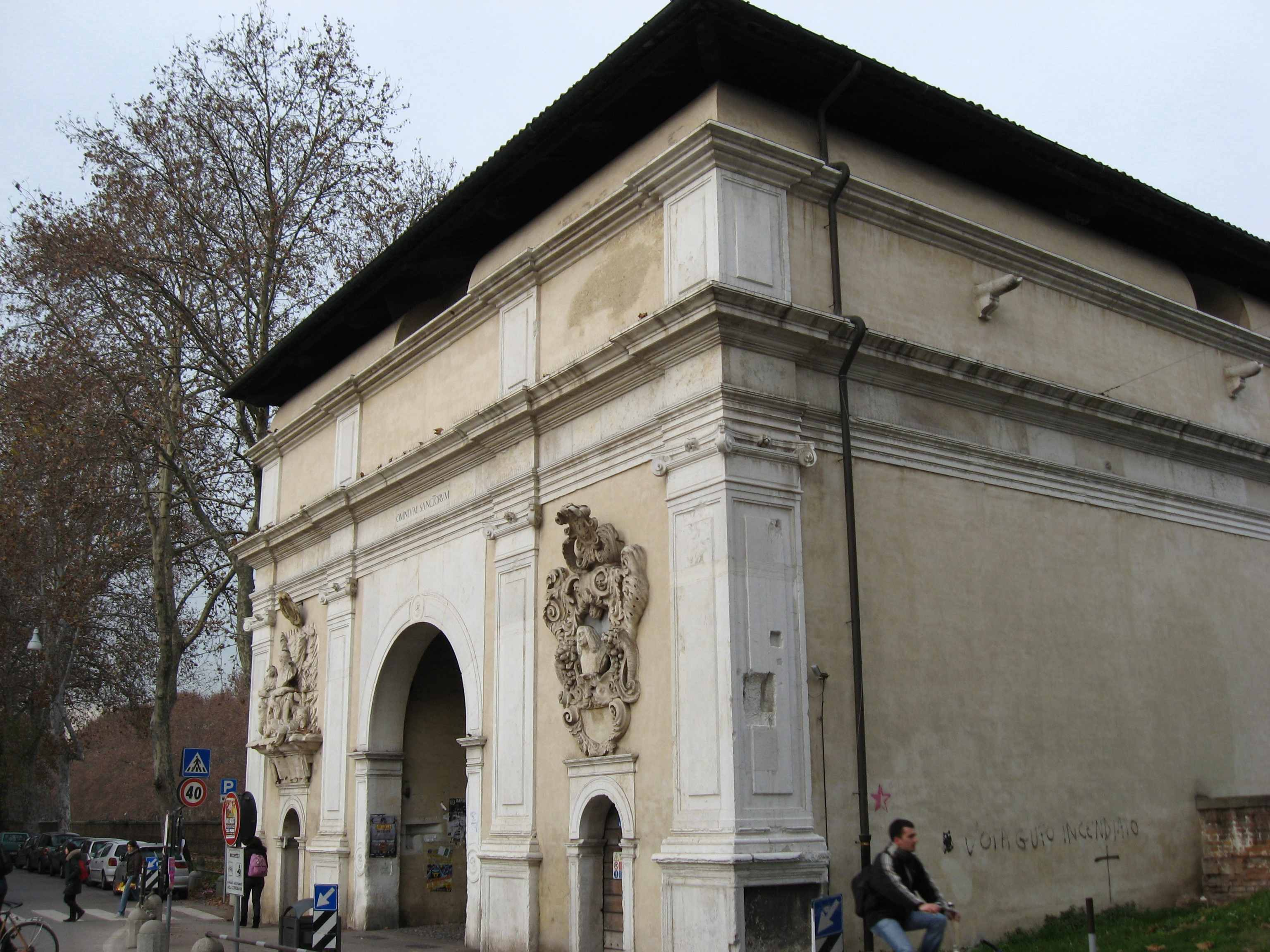
Vue depuis le Sud-Est.
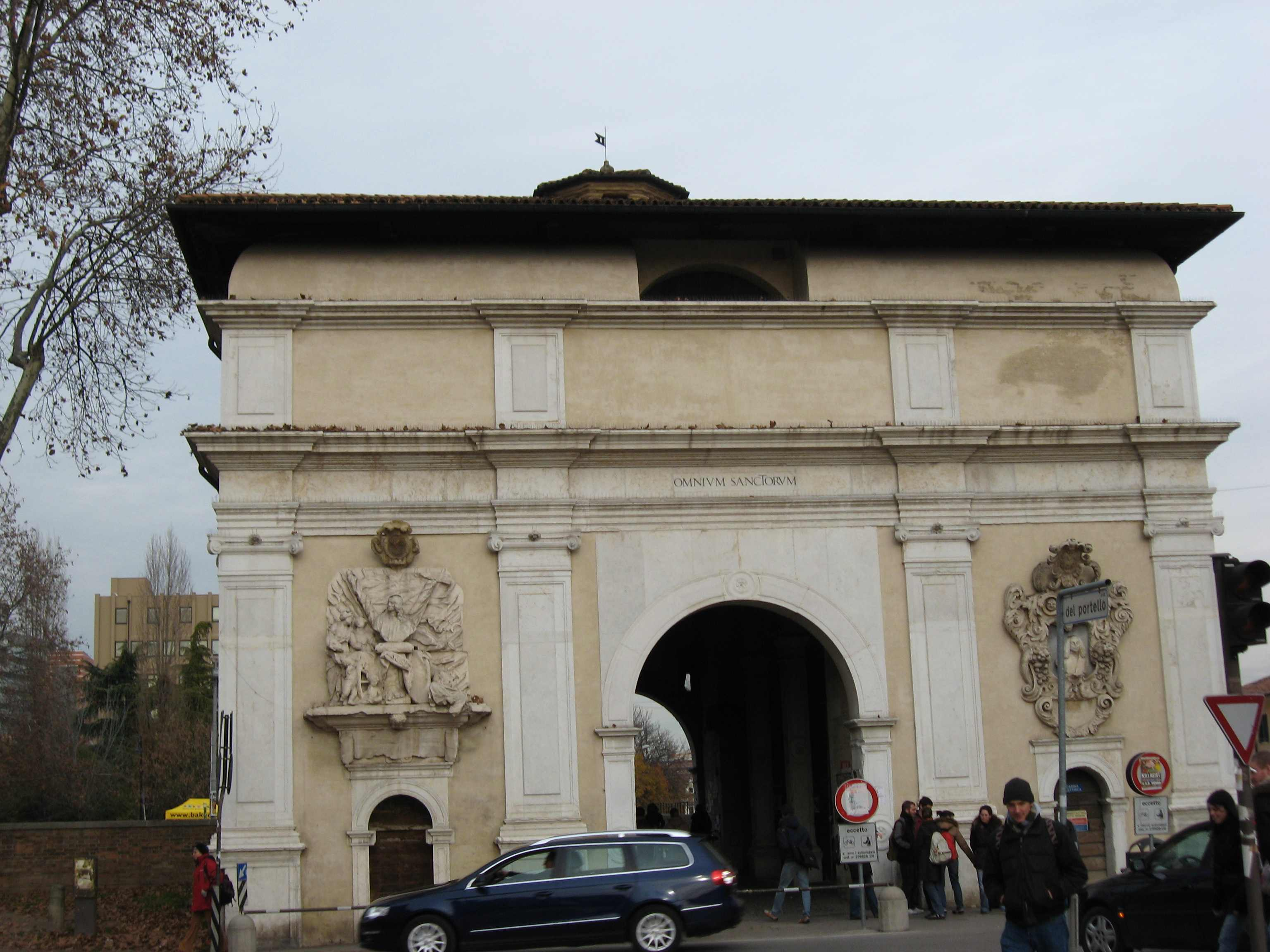
Vue du Sud.
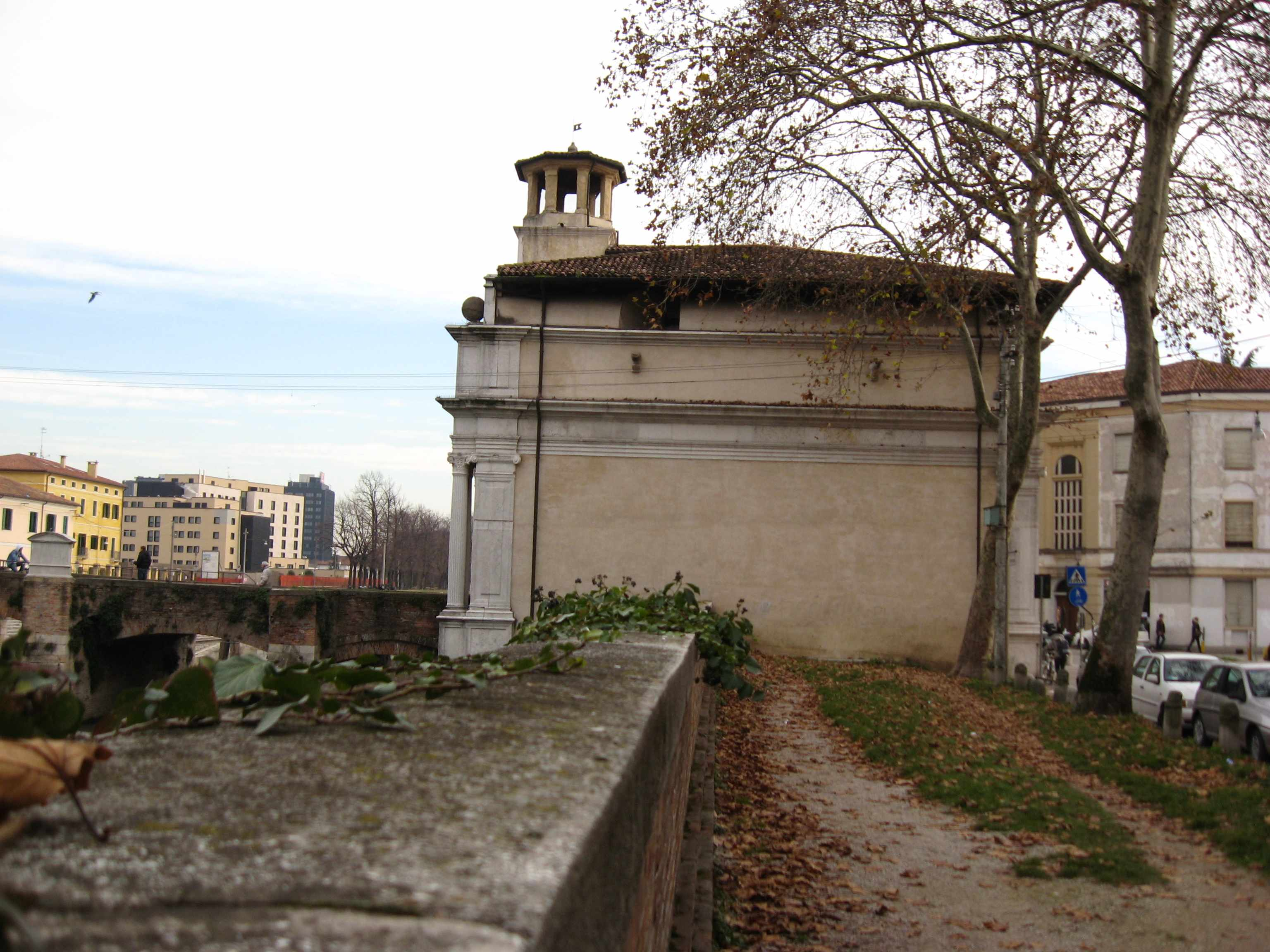
Vue depuis l'Ouest.
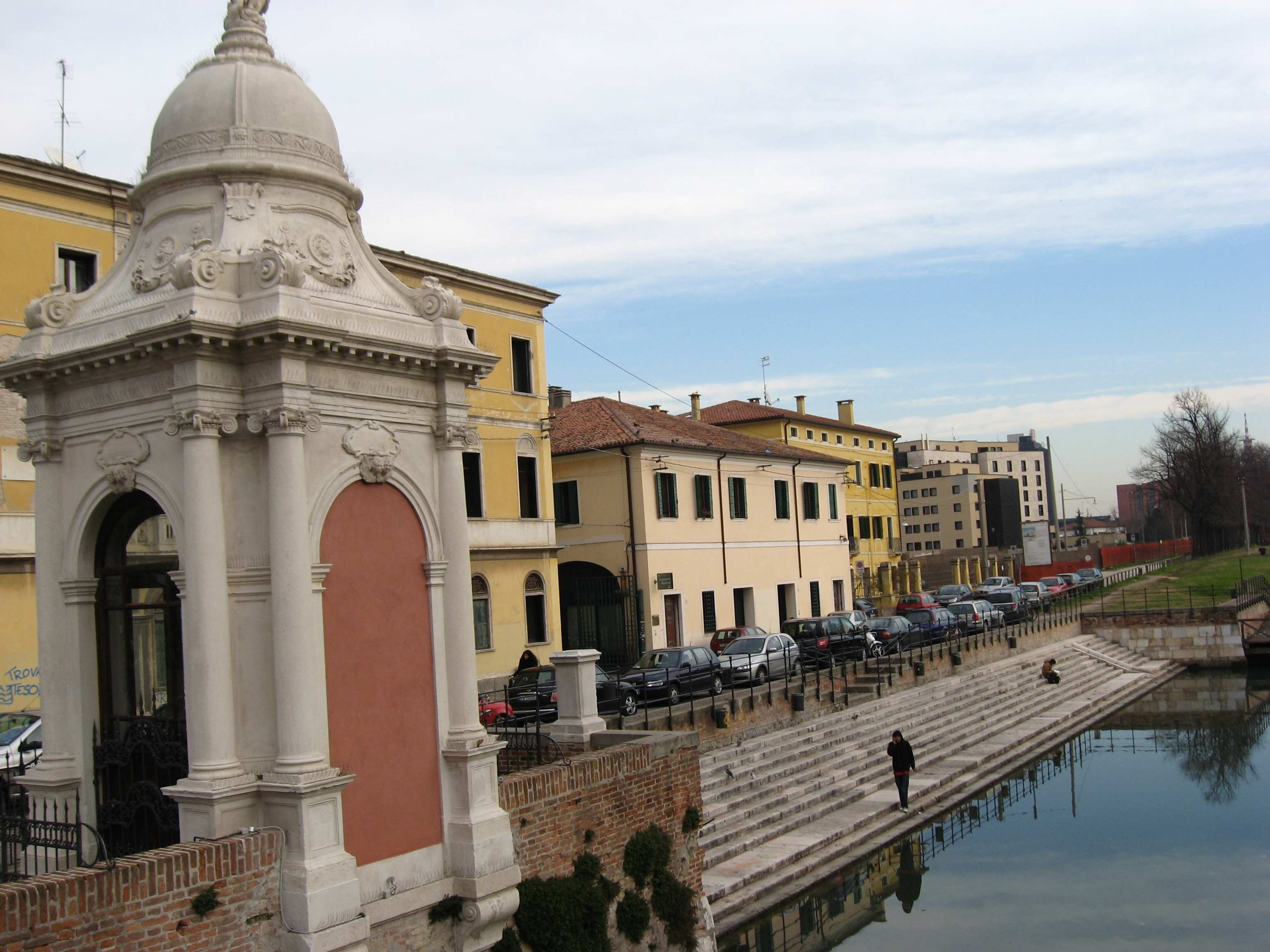
La Scalette del Portello vue de Porta Ognissanti.
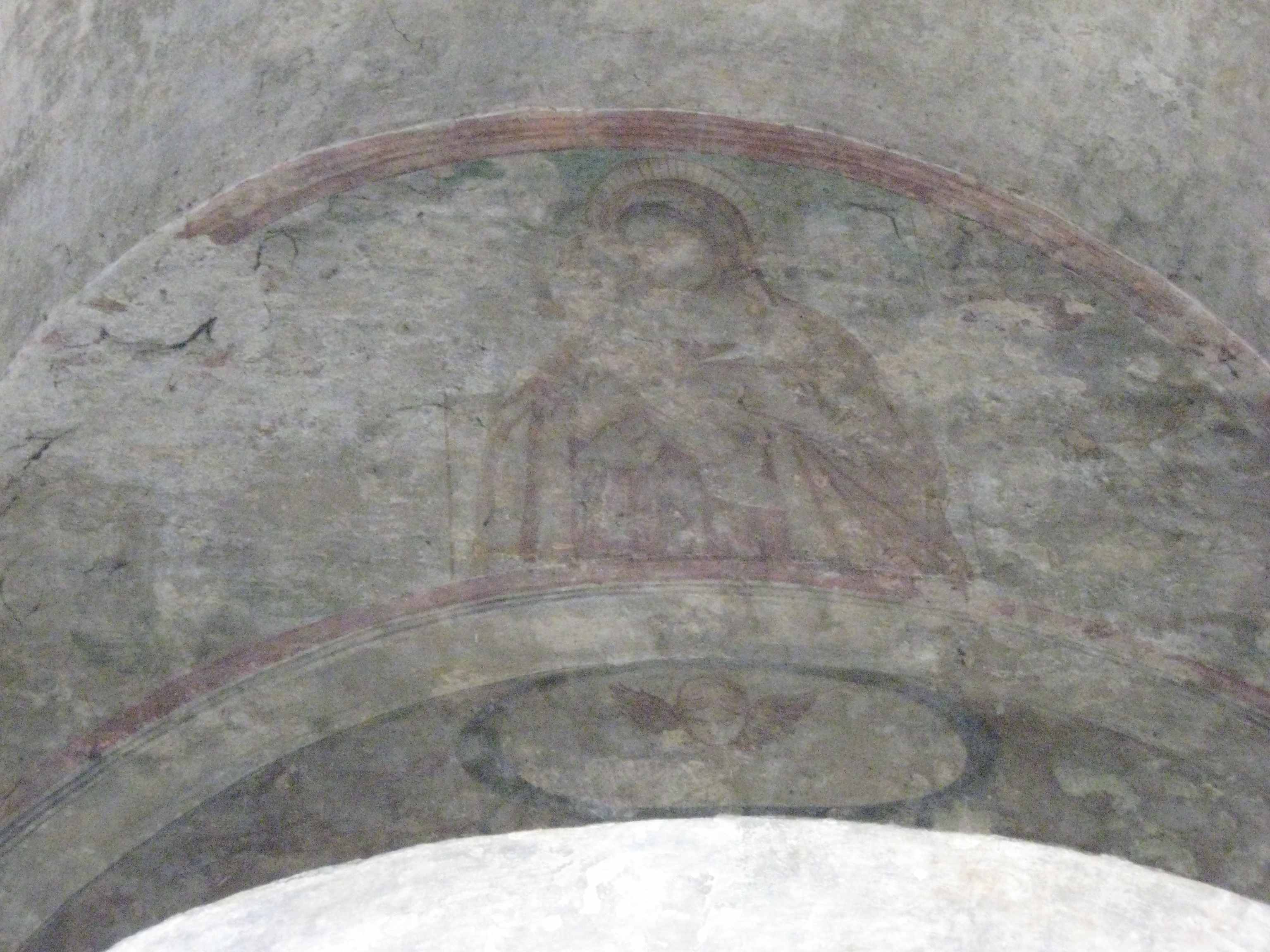
Détail des fresques à l'intérieur de la porte.